# Estabilitzador (química)
En química un estabilitzador (en anglès stabilizer) és un compost químic que tendeix a inhibir la reacció entre dos o més altres productes químics. Es pot considerar com un antònim d'un catalitzador.
Aquest terme també es pot referir a un producte químic que inhibeix la separació de suspensions, emulsions, i escumes. Hi ha estabilitzadors monofuncionals, bifuncionals, i polifuncionals.
En termes econòmics el grup de productes estabilitzadors més importants són els compostos basats en el calci (calci-zinc i organo-calci), plom i llautó així com els estabilitzadors líquid-líquid (HALS, benzofenona, benzotriazol). Els estabilitzador basats en el cadmi han desaparegut en gran manera per tal que donen problemes en la salut i en el mediambient.
Espessidors o gelificants formen part del grup d'estabilitzadors més usats. Com tots els additius alimentaris, abans de ser aprobats, es sotmeten a rigorosos controls que acrediten la seva inoquitat.
Alguns tipus d'estabilitzadors són:
- antioxidants, eviten l'oxidació
- segrestants, formen quelats i inactiven les traces d'ions de metall
- emulsidors i surfactants, per a estabilitzar les emulsions
- Estabilitzadors ultraviolats en el plàstic
- Absorbidors de productes químics